# Thürnen
Thürnen (schweizerdeutsch: Türne, [ˈdyrnə]) ist eine politische Gemeinde im Bezirk Sissach des Kantons Basel-Landschaft in der Schweiz.

## Geographie
Thürnen liegt südöstlich von Sissach am Ufer des Homburgerbachs, eines Zuflusses der Ergolz.
Das Dorf liegt am Fuss des Unteren Hauensteins, der nach Olten führt.
Die Gemeinde Thürnen grenzt im Nordwesten an Sissach, im Nordosten an Böckten, im Osten an Gelterkinden, im Südosten an Diepflingen, an ihrem südlichsten Punkt an Wittinsburg und Tenniken und im Westen an Zunzgen.

## Geschichte
Die erste urkundliche Erwähnung von Thürnen datiert aus dem Jahre 1101 als Durnum.

## Verkehr
Obwohl die alte Hauensteinbahnlinie mitten durch das Dorf verläuft, verfügt Thürnen über keinen eignen Bahnhof. Der Bahnhof Sissach ist allerdings weniger als einen Kilometer vom Dorfzentrum entfernt, und die Gemeinde ist auch durch die Buslinie 108 ans öffentliche Verkehrsnetz angeschlossen.